# Наталі Делон
Наталі Делон (фр. Nathalie Delon, при народженні Франсін Канова, фр. Francine Canovas; 1 серпня 1941, Уджда, Марокко — 21 січня 2021, Париж) — французька акторка.

## Життєпис
Народилася 1 серпня 1941 року у місті Уджда, Марокко (який тоді знаходився під протекторатом Франції), в родині Луї Кановаса (1915—2003), франкоалжирця з Орану (Алжир), менеджера транспортної компанії в Марокко, який покинув сім'ю, коли їй було 8 місяців у 1942 році, та Антуанетти Родрігес, яка походила з Мелільї. У Наталі була сестра Луїза і брат.
1959 року вступила у шлюб з Гі Бартелемі. У пари народилася дочка Наталі, ім'я якої пізніше стало частиною акторського псевдоніму її матері. 1962 року подружжя розлучилося.
13 серпня 1964 року її другим чоловіком став актор Ален Делон. Їхній син Ентоні народився 30 вересня 1964 року у Лос-Анджелесі, Каліфорнія. 1967 року дебютувала в кіно, зігравши спільно з чоловіком у фільмі «Самурай» Жана-П'єра Мельвіля, який зазнав успіху. Цей шлюб також завершився розлученням 1969 року.
1971 року з'явилася у фільмі «Коли проб'є вісім склянок» з Ентоні Гопкінсом. 1976 року зіграла разом з Сільвією Крістель у фільмі Роже Вадима «Вірна жінка» за мотивами роману «Небезпечні зв'язки» Шодерло де Лакло. Також пробувала себе як режисер та сценарист .
1994 року вийшов її роман «Au plus fort de l'orage». 2006 році видала автобіографічну книгу «Pleure pas c'est pas grave» (Не плач, все гаразд).
Наталі Делон померла 21 січня 2021 року у Парижі від раку підшлункової залози в 79-річному віці.

## Фільмографія
| Рік  |    | Українська назва                    | Оригінальна назва                                                | Роль                                                |
| ---- | -- | ----------------------------------- | ---------------------------------------------------------------- | --------------------------------------------------- |
| 1967 | ф  | Самурай                             | Le Samouraï                                                      | Жанна Лагранж                                       |
| 1968 | ф  | Приватний урок                      | La Lecon Particuliere                                            | Фредеріка Дампьє                                    |
| 1969 | ф  | Армія тіней                         | L’Armée des ombres                                               | подруга Жана-Франсуа                                |
| 1969 | ф  | Рука                                | La main                                                          | Сільвія                                             |
| 1969 | ф  | Сестри                              | Le sorelle                                                       | Діана                                               |
| 1971 | ф  | Чоловік із Сен-Мішель               | Doucement les basses                                             | Ріта                                                |
| 1971 | ф  | Коли проб'є вісім склянок           | When Eight Bells Toll                                            | Шарлотта                                            |
| 1972 | ф  | Синя Борода                         | BlueBeard                                                        | Еріка, модель, друга дружина барона (Синьої Бороди) |
| 1972 | ф  | Секс-шоп                            | Sex-shop                                                         | Жаклін                                              |
| 1972 | ф  | Повторюючи відсутності              | Absences répétées                                                | Софі                                                |
| 1972 | ф  | Чернець                             | Le moine                                                         | Матильда                                            |
| 1973 | ф  | Професія: Шукачі пригод             | Profession: Aventuriers                                          | Марі Капюс                                          |
| 1973 | ф  | Історія про Коліно-спідничника      | L’histoire très bonne et très joyeuse de Colinot Trousse-Chemise | Бертрад                                             |
| 1974 | ф  | Вас цікавить ця річ?                | Vous intéressez-vous à la chose?                                 | Ліза                                                |
| 1974 | ф  | Пограбування, швидка деградація     | Hold-Up, instantánea de una corrupción                           | Джуді                                               |
| 1975 | ф  | Романтична англійка                 | The Romantic Englishwoman                                        | Міранда                                             |
| 1975 | ф  | Доктор Жюстіс                       | Docteur Justice                                                  | Карін                                               |
| 1976 | ф  | Шепіт в пітьмі                      | Un sussurro nel buio                                             | Камілла                                             |
| 1976 | ф  | Вірна жінка                         | Une femme fidèle                                                 | Флора де Сен-Жиль                                   |
| 1978 | ф  | Чайки літають низько                | I gabbiani volano basso                                          | Ізабель Мішеро                                      |
| 1978 | ф  | Очі зірок                           | Occhi dalle stelle                                               | Моніка Стайлз                                       |
| 1978 | с  | Пані суддя                          | Madame le juge                                                   | Франсуаза Мюллер                                    |
| 1978 | ф  | Останні янголи                      | Gli ultimi angeli                                                | Елізабетта                                          |
| 1978 | ф  | Людина в очереті                    | Der Mann im Schilf                                               | Лорейн                                              |
| 1979 | ф  | Час канікул                         | Le temps des vacances                                            | Мартіна                                             |
| 1979 | тф | Ефективний                          | Efficax                                                          | Елен Шапель                                         |
| 1979 | с  | Бандитські історії                  | Histoires de voyous                                              | Ірен                                                |
| 1980 | ф  | Банда Рекса                         | La bande du Rex                                                  | Жанін                                               |
| 1982 | ф  | Вони називають це нещасним випадком | Ils appellent ça un accident                                     | Жулі Фабр                                           |
| 2008 | ф  | Собача ніч                          | Nuit de chien                                                    | Ріссо                                               |
| 2009 | ф  | Людина                              | Mensch                                                           | Ліліан Хазак                                        |

Режисер
- 1982 — Вони називають це нещасним випадком (фр. Ils appellent ça un accident), спільно з Івом Дешампом, також автор сценарію, у ролях Наталі Делон, Патрік Норберт, Жиль Сігал, Жан-П'єр Баго.
- 1988 — Солодка брехня (англ. Sweet Lies), також автор сценарію (у співавторстві з Робертом Данном), у ролях Тріт Вільямс, Йоанна Пакула, Джуліана Філіпс, Жизель Казадезюс, Бернар Фрессон.